# Benz Spider
La Benz Spider è un'autovettura prodotta tra il 1900 ed il 1901 dalla Casa automobilistica tedesca Benz & Cie.

## Profilo e caratteristiche
La Spider (vedi foto) fu la prima vera due posti sportiveggiante (per l'epoca) della Casa di Mannheim. Si trattava di una delle primissime comparse del nome spider associato ad un'autovettura. La Spider nasceva su un telaio in acciaio profilato, sul quale venivano fissati i freni a nastro che agivano sul retrotreno, la trasmissione a catena (più moderna rispetto a quella a nastro, ma rinnegata dall'ultra-conservatore Karl Benz), il cambio a 3 marce ed infine il motore, un bicilindrico boxer da 2690 cm³, lo stesso montato anche sulla Break 8 Plätze, sulla Dos-à-Dos e sulle Tonneau e Phaeton. Tale motore erogava una potenza massima di 10 CV a 920 giri/min, spingendo la vettura ad una velocità massima di 45 km/h.